# Liste des districts judiciaires de la province de Pontevedra
La province de Pontevedra dispose de treize districts judiciaires, qui constituent le deuxième niveau territorial de l'administration de la justice en Espagne. 

## Carte

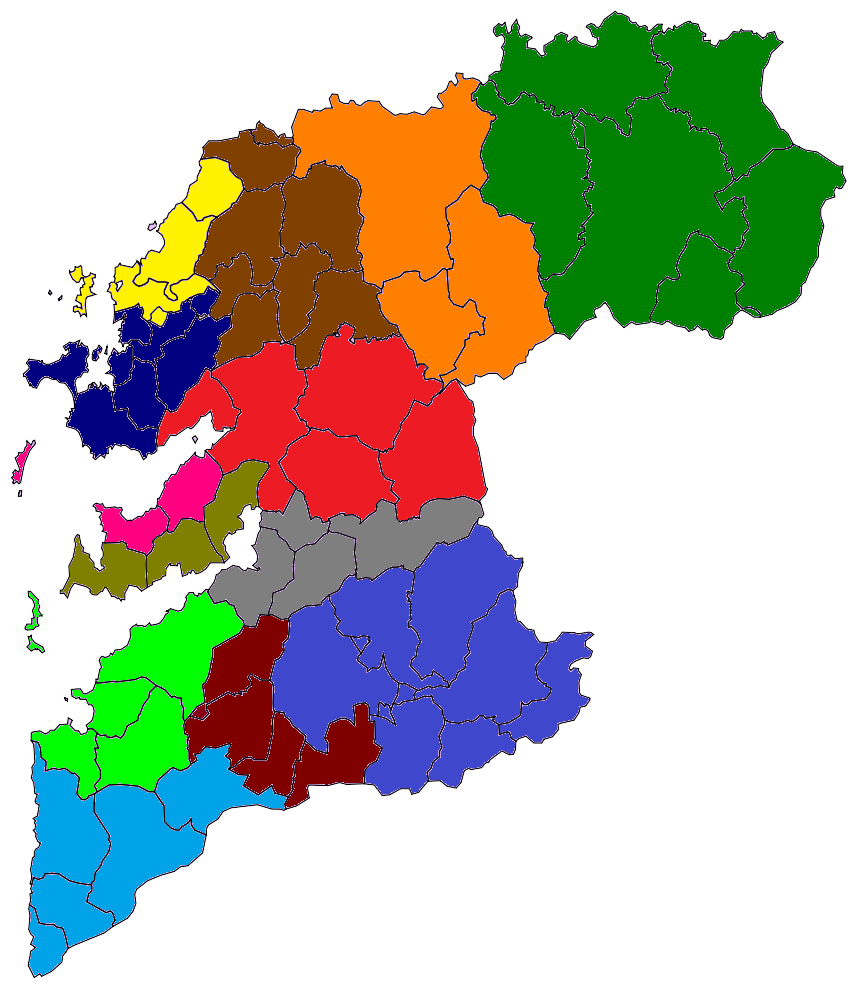
Carte judiciaire de la province de Pontevedra.

## Liste des districts judiciaires
| District judiciaire | Capitale de district | Communes                                                                                                  |
| ------------------- | -------------------- | --- |
| 1                   | Ponteareas           | Arbo, A Cañiza, Covelo, Crecente, Mondariz, Mondariz-Balneario, As Neves, Ponteareas, Salvaterra de Miño. |
| 2                   | Vilagarcía de Arousa | Catoira, Île d'Arousa, Vilagarcía de Arousa, Vilanova de Arousa.                                          |
| 3                   | Vigo                 | Baiona, Gondomar, Nigrán, Vigo.                                                                           |
| 4                   | Pontevedra           | Cerdedo-Cotobade, A Lama, Poio, Ponte Caldelas, Pontevedra.                                               |
| 5                   | A Estrada            | A Estrada, Forcarei.                                                                                      |
| 6                   | Tui                  | A Guarda, Oia (Pontevedra), O Rosal, Tomiño, Tui.                                                         |
| 7                   | Cangas               | Cangas de Morrazo, Moaña, Vilaboa.                                                                        |
| 8                   | Lalín                | Agolada, Dozón, Lalín, Rodeiro, Silleda, Vila de Cruces.                                                  |
| 9                   | Cambados             | Cambados, O Grove, Meaño, Meis, Ribadumia, Sanxenxo.                                                      |
| 10                  | Redondela            | Fornelos de Montes, Pazos de Borbén, Redondela, Soutomaior.                                               |
| 11                  | O Porriño            | Mos, O Porriño, Salceda de Caselas.                                                                       |
| 12                  | Caldas de Reis       | Barro, Caldas de Reis, Campo Lameiro, Cuntis, Moraña, Pontecesures, Portas, Valga.                        |
| 13                  | Marín                | Bueu, Marín.                                                                                              |